# Umsatzsteuerverprobung
Mit der Umsatzverprobung wird ermittelt, ob die gegenüber der Finanzverwaltung erklärte Umsatzsteuer mit den umsatzsteuerpflichtigen Umsätzen aus der Finanzbuchhaltung übereinstimmt. Sie weist nach, dass die Umsatzsteuer korrekt berechnet, erklärt und abgeführt wurde.
Bemessungsgrundlage für die Umsatzsteuer sind die von einem Unternehmen ausgeführten, umsatzsteuerbaren und umsatzsteuerpflichten Umsätze. Diese Umsätze werden aus der Finanzbuchhaltung eines Unternehmens ermittelt. In der Finanzbuchhaltung kann die Kategorisierung von Umsätzen für Zwecke der Umsatzsteuer entweder nach den Erlöskonten oder nach Steuerkennzeichen vorgenommen werden. Die Umsätze werden nach der Höhe des Steuersatzes und der Unterscheidung zwischen steuerpflichtigen Umsätzen auf der einen Seite sowie steuerfreien und nicht steuerbaren Umsätzen auf der anderen Seite kategorisiert.
Für die Verprobung wird die jeweilige Summe der Umsätze in den einzelnen Kategorien in einem bestimmten Zeitraum ermittelt und mit dem jeweiligen Umsatzsteuersatz multipliziert. Daraus ergibt sich die von dem Unternehmen geschuldete Umsatzsteuer. Dieser Betrag wird sodann mit den auf den Umsatzsteuerkonten ausgewiesenen Salden abgeglichen. Sofern sich eine Differenz zwischen den beiden Größen ergibt, ist die Ursache zu ermitteln und eine Korrektur vorzunehmen.
Zeitraum für eine Verprobung kann für Zwecke der Umsatzsteuervoranmeldung der Monat oder das Quartal sein und für Zwecke der Umsatzsteuererklärung das Kalenderjahr. 